# Purépechas
Os purépechas são  um povo indígena que habita o estado de Michoacán, México.
Foram chamados tarascos pelos espanhóis, sendo esta uma hispanização de uma palavra de sua língua que significa "cunhado". As razões desta denominação foram discutidas durante muito tempo, sem que exista um acordo a respeito.
Nos séculos XIV e XV o império Purépecha foi próspero e forte, eram hábeis trabalhadores de cobre e um dos poucos povos da região que os astecas não conseguiram dominar.
Em 1522 o último "cazonci", ou senhor michoacano, Tangaxoán II submeteu-se sem apresentar resistência diante o conquistador espanhol Cristóbal de Olid, após ter tido conhecimento da conquista do Império Asteca pelo espanhol Hernán Cortés e os seus aliados indígenas.
Em 1529 o governador e presidente da Primera Audiencia, Nuño de Guzmán saqueou Michoacán, destruindo templos e tumbas em busca de metais preciosos.
A 14 de Fevereiro de 1530 Tangaxoan II foi executado por ordem de Guzmán depois de este o haver submetido a um julgamento em que foi acusado de matar espanhóis, de manter clandestinamente a sua antiga religião e de fomentar a desobediência. Isto provocou caos na região. Muitos indígenas fugiram para as montanhas e ocorreram diversos episódios de violência.
Esta situação levou a Coroa Espanhola a enviar como "visitador" o ouvidor e posteriormente bispo Don Vasco de Quiroga. Quiroga conseguiu estabelecer uma ordem colonial duradoura que favoreceu a continuidade da cultura purépecha através dos séculos. Atribui-se-lhe o ensino de diversos ofícios, as especializações artesanais de cada povo e outras tradições que permanecem até hoje em dia.
Os purépechas falam exclusivamente a  língua purépecha.[carece de fontes?]

## Governantes de Michoacán
- Ireti Ticátame
- Sicuirancha
- Pauácume
- Uápeani
- Curátame
- Pauácume II
- Ueápani II
- Tzétahcu (Ichtlacolieuhque)
- Tariácuri
- Tangaxoán I
- Tzitzi Pandácuare
- Harame
- Zuangua

- Tangaxoán II